# Nematocampa confusa
Nematocampa confusa là một loài bướm đêm trong họ Geometridae.